# 肃拜
肅拜，是東亞傳統的一種拜禮，屬九拜之一，行禮時需儀態恭敬並以手下地。也是五拜中是輕的一種，是婦女的常禮，也是軍人常行的禮。《左傳》記載，鄢陵之戰時，晉國將領郤至曾三次遇到楚共王，每次都從戰車上跳下，去除頭盔，快速從共王身旁走過。楚共王派工尹襄以弓做為禮物，去見郤至。郤至接見他，說明了快步走開的原因，是为表示对楚共王的尊敬。之后向工尹襄肅拜三次後離開。為《左傳》作注的杜預指出：“肅，手至地，如今撎（揖）。”在《國語·晉語六》中也記載了這件事，韋昭作注說：“禮，軍事肅拜。肅，下手至地。”